# Zeithstraße
Die Zeithstraße war ein mittelalterlicher Fernhandelsweg. Er verlief von Bonn über Siegburg, Neunkirchen-Seelscheid, Much, Drabenderhöhe (hier kreuzte er den Handelsweg der Brüderstraße), Ründeroth, Marienheide und Hagen nach Dortmund. Der größte Höhenunterschied musste bei der Querung des Aggertales bei Ründeroth genommen werden. Hier bestand eine Furt durch die Agger.
Der erste Kraftomnibus auf der Strecke zwischen Siegburg und Much fuhr bereits 1910 nur 15 Jahre nach Einrichtung der weltweit ersten Kraftomnibus-Linie. Betrieben wurde er vom Siegburger Fuhrunternehmer Heinrich Roth und benötigte für die Strecke 90 Minuten.
Ein Teilstück der Zeithstraße bildet heute die Bundesstraße 56 im Rhein-Sieg-Kreis. Hier befinden sich auch die Orte Unterste Zeith und Oberste Zeith.